# 林義雄
林 義雄（はやし よしお、1905年1月29日 - 2010年12月9日）は、日本の童画画家。
グラフィックデザイナーの福田繁雄は、義理の息子（娘の夫）。画家の福田美蘭は孫。

## 略歴
東京府東京市深川区深川に生まれた。
1924年（大正13年）中央美術展に入選。蔦谷龍岬のもとで日本画を学ぶ。1961年（昭和36年）に武井武雄、黒崎義介らとともに日本童画家協会を設立。100歳を過ぎてからも作品の発表を行っていた。
2010年12月9日、老衰のため東京都稲城市の病院で死去。105歳没。